# 3202 Graff
3202 Graff è un asteroide della fascia principale. Scoperto nel 1908, presenta un'orbita caratterizzata da un semiasse maggiore pari a 3,9340427 au e da un'eccentricità di 0,1142267, inclinata di 11,10668° rispetto all'eclittica.
L'asteroide è dedicato all'astronomo britannico naturalizzato statunitense Gareth Williams, detto Graff.